# Исо (Бергамо)
Исо (итал. Isso) је насеље у Италији у округу Бергамо, региону Ломбардија.
Према процени из 2011. у насељу је живело 286 становника. Насеље се налази на надморској висини од 102 m.

## Становништво
| 1936. | 1951. | 1961. | 1971. | 1981. | 1991. | 2001. | 2011. |
| ----- | ----- | ----- | ----- | ----- | ----- | ----- | ----- |
| 557   | 577   | 464   | 420   | 493   | 537   | 630   | 660   |